# Hotel Plaza
Hotel Plaza (ang. Plaza Hotel) – luksusowy, pięciogwiazdkowy hotel znajdujący się w Nowym Jorku na Manhattanie. Jest położony przy skrzyżowaniu Central Park South i Piątej Alei. Od zachodniej strony graniczy z placem Grand Army Plaza, od którego wywodzi się jego nazwa.
W 1969 roku obiekt został wpisany do rejestru zasobów kulturowych USA National Register of Historic Places, z kolei w 1986 roku do rejestru pomników historycznych USA National Historic Landmark.

## Grand Army Plaza
Główne wejście do hotelu znajduje się od strony placu Grand Army Plaza. Plac ten swą nazwę zawdzięcza zwycięskim wojskom Unii z czasów wojny secesyjnej. W części placu, położonej od strony frontowej fasady hotelu znajduje się fontanna Abundance stworzona przez Karla Bittera, którą ufundował Joseph Pulitzer. Przedstawia ona Pomonę, rzymską boginię sadów. Z kolei w północnej części placu znajduje się pozłacany, wykonany z brązu pomnik generała Williama Shermana.

## Historia

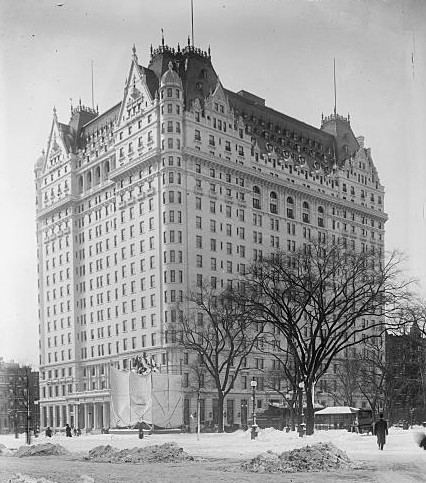
Hotel Plaza na początku XX wieku

W 1883 roku rozpoczęła się budowa pierwszego hotelu o nazwie Plaza, jednak z powodów finansowych nie została ona ukończona. Mienie przejęła nowojorska firma ubezpieczeniowa, która wynajęła nowych architektów, żeby dokończyli budowę. 1 października 1890 roku hotel oficjalnie został otwarty. Piętnaście lat później, w czerwcu 1905 roku budynek został wyburzony, a na jego miejscu wybudowano z inicjatywy finansisty Bernharda Beinecke, hotelarza Freda Sterry’ego i dewelopera Harry’ego S. Blacka nowy i większy obiekt. Zaprojektowany w stylu nawiązującym do francuskiego renesansu przez architekta Henry’ego Janewaya Hardenbergha hotel powstał w ciągu 27 miesięcy kosztem 12,5 miliona dolarów. Jego otwarcie nastąpiło 1 października 1907 roku i w owym czasie był to najbardziej luksusowy hotel służący najbogatszym mieszkańcom Nowego Jorku (wśród jego pierwszych gości była znana rodzina Vanderbilt). Cena jednoosobowego pokoju za noc wynosiła 2,5 dolara (dzisiejsze 62 dolary). Obecnie ceny za taki sam pokój zaczynają się od 695 dolarów.
Wysoki poziom obsługi oraz luksusy, które oferował hotel sprawiły, że wśród jego gości znalazło się na przestrzeni lat wielu prezydentów, ambasadorów, biznesmenów, a także gwiazd takich, jak Liza Minnelli, Marlene Dietrich, zespół The Beatles i wiele innych.
Hotel Plaza wielokrotnie zmieniał właścicieli. W 1943 roku za 7,4 miliona dolarów (odpowiednik dzisiejszych 99,4 miliona) hotel kupił potentat branży hotelarskiej Conrad Hilton i odrestaurował za około 6 milionów dolarów (dzisiejsze 80 milionów). W 1955 roku przedsiębiorstwo Childs Company, które współuczestniczyło w przekształcaniu sąsiedniego Hotelu Savoy-Plaza (obecnie General Motors Building), nabyło hotel za 6,3 miliona dolarów (ekwiwalent dzisiejszych 56 milionów). Childs Company w 1975 roku sprzedało Hotel Plaza firmie Western International Hotels (obecnie Westin) za 25 milionów dolarów (odpowiednik współczesnych 112 milionów).
22 września 1985 roku w hotelu zostało podpisane porozumienie (ang. Plaza Accord) między Stanami Zjednoczonymi, Japonią, RFN, Francją, Wielką Brytanią dotyczące deprecjacji dolara amerykańskiego wobec walut państw-sygnatariuszy porozumienia.
W 1988 roku za 407 milionów dolarów (dzisiejsze 816 milionów) hotel kupił przedsiębiorca i miliarder Donald Trump, a swój komentarz dotyczący transakcji umieścił w liście otwartym, który opublikował w gazecie „The New York Times”: „Nie nabyłem budynku, nabyłem arcydzieło – Mona Lisę. Pierwszy raz w moim życiu, świadomie zawarłem umowę, która nie była opłacalna ponieważ mogę nigdy nie usprawiedliwić ceny, którą zapłaciłem i to bez względu na to jak sukcesywna stanie się Plaza”. Po przeprowadzonej przez firmę Donalda Trumpa za 50 milionów dolarów renowacji hotel przynosił zyski, ale nie na tyle duże, żeby pokryć obciążające go zadłużenie. Przedsiębiorca planował spłatę długu poprzez sprzedaż niektórych jego pomieszczeń z przeznaczeniem na apartamenty. Jednak w międzyczasie dosięgnęły go żądania wierzycieli Hotelu Plaza, grupę banków zarządzanych przez Citibank, aby przekazał im 49% udziałów w hotelu w zamian za umorzenie 250 milionów dolarów długu. W grudniu 1992 roku zatwierdzony został plan upadłości należącego do Donalda Trumpa Hotelu Plaza.
W 1995 roku spółka złożona z singapurskiej firmy CDL Hotels International Ltd. i podmiotu gospodarczego, zarządzanego przez arabskiego księcia Al-Walida ibn Talala nabyła pakiet kontrolny Hotelu Plaza za 325 milionów dolarów (odpowiednik dzisiejszych 506 milionów).
W 2004 roku hotel znów zmienił właściciela i za 675 milionów dolarów (ekwiwalent dzisiejszych 847 milionów) został sprzedany izraelskiej firmie deweloperskiej El Ad Properties. El Ad Properties nabył go z myślą o dodaniu do hotelu sektora mieszkaniowego oraz handlowego. Ponieważ budynek jest wpisany do rejestru zabytków, Tishman Construction Corporation, spółka zarządzająca przebudową i renowacją hotelu musiała postępować zgodnie z wytycznymi nowojorskiego konserwatora zabytków. 30 kwietnia 2005 roku Hotel Plaza został zamknięty, a w maju rozpoczęła się wyprzedaż części jego wyposażenia. 1 marca 2008 roku hotel został otwarty po przebudowie oferując gościom 282 pokoje o różnych standardach oraz 152 apartamenty w ramach kondominium.
W listopadzie 2008 roku w podziemiach hotelu uruchomiono centrum handlowe z butikami luksusowych marek, takimi jak Vertu czy Demel, a w 2010 roku otwarta została restauracja Plaza Food Hall, którą prowadzi znany mistrz kuchni, Todd English.
31 lipca 2012 roku indyjska grupa kapitałowa Sahara India Pariwar zgodziła się kupić za 570 milionów dolarów 75% pakietu kontrolnego hotelu od El Ad Properties. W 2014 roku ogłoszono, że pakiet kontrolny Hotelu Plaza jest do kupienia za 4 miliardy dolarów.

## Udogodnienia dla gości
Hotel stanowi połączenie staroświeckiej elegancji z nowoczesnością. Goście mogą skorzystać z 282 pokoi oraz 152 apartamentów. Zarząd hotelu twierdzi, że ich powierzchnia jest największa wśród wszystkich pokoi hotelowych w całym Nowym Jorku. Pokoje te są urządzone w stylach edwardiańskim i królewskim, jednakże wszystkie są wyposażone w telewizję i dostęp do szerokopasmowego internetu. Do dyspozycji gości są kamerdynerzy na każdym piętrze, a także nianie dla dzieci oraz konsjerż. Pragnący większej nowoczesności (albo chcący zachować większą dyskrecję) mogą skorzystać z najnowocześniejszych urządzeń mobilnych, które są na wyposażeniu każdego pokoju, a dzięki którym można „zarządzać” swym pobytem w hotelu bez wychodzenia z pokoju (zamówić posiłek, zamówić budzenie czy stolik w restauracji, a także sprawdzić rozkład lotów i wydrukować kartę pokładową). Do dyspozycji gości jest również ogromna sala balowa, w której można urządzać wesela, gale, spotkania biznesowe i charytatywne.

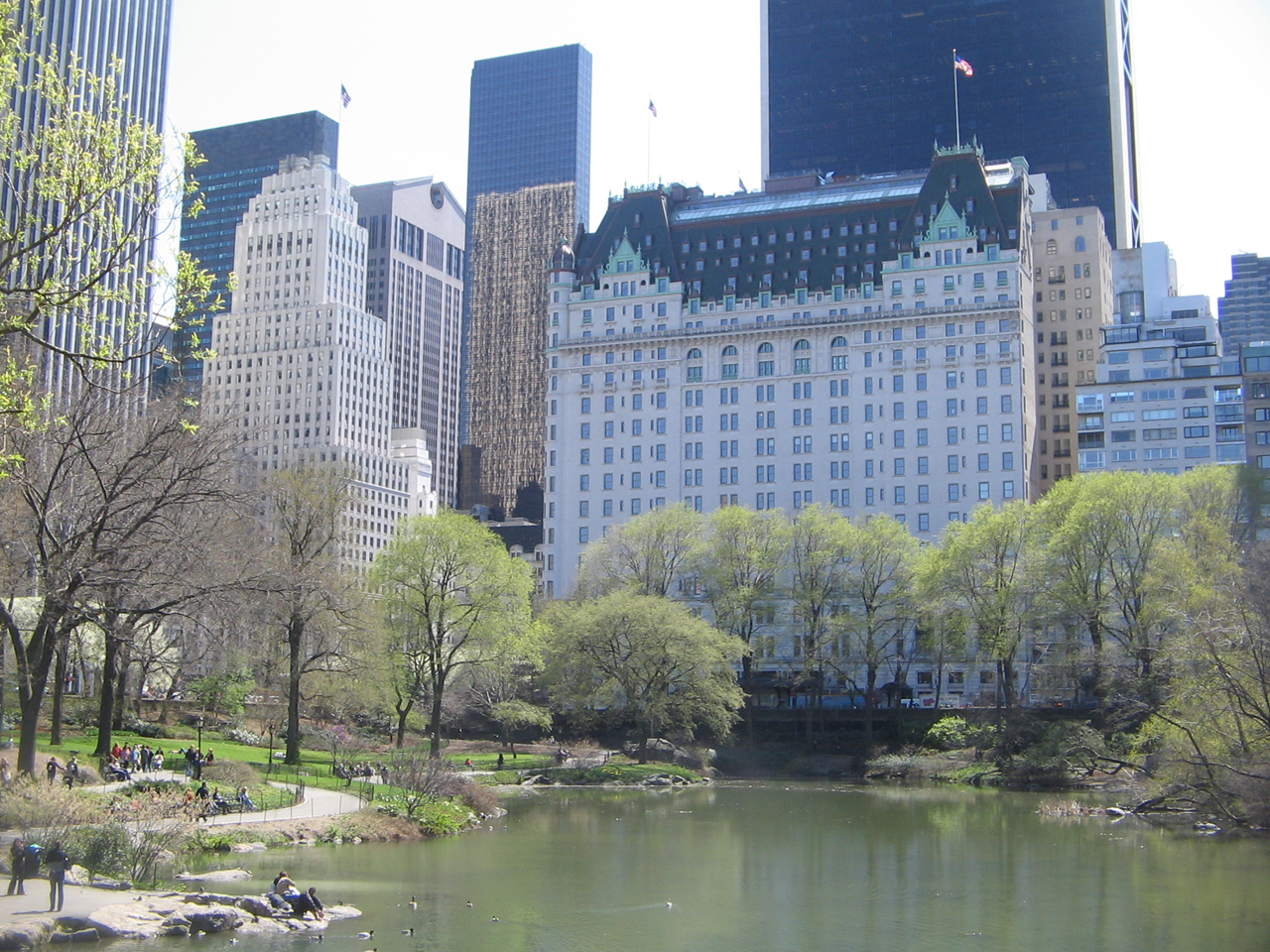
Hotel Plaza od strony Central Parku
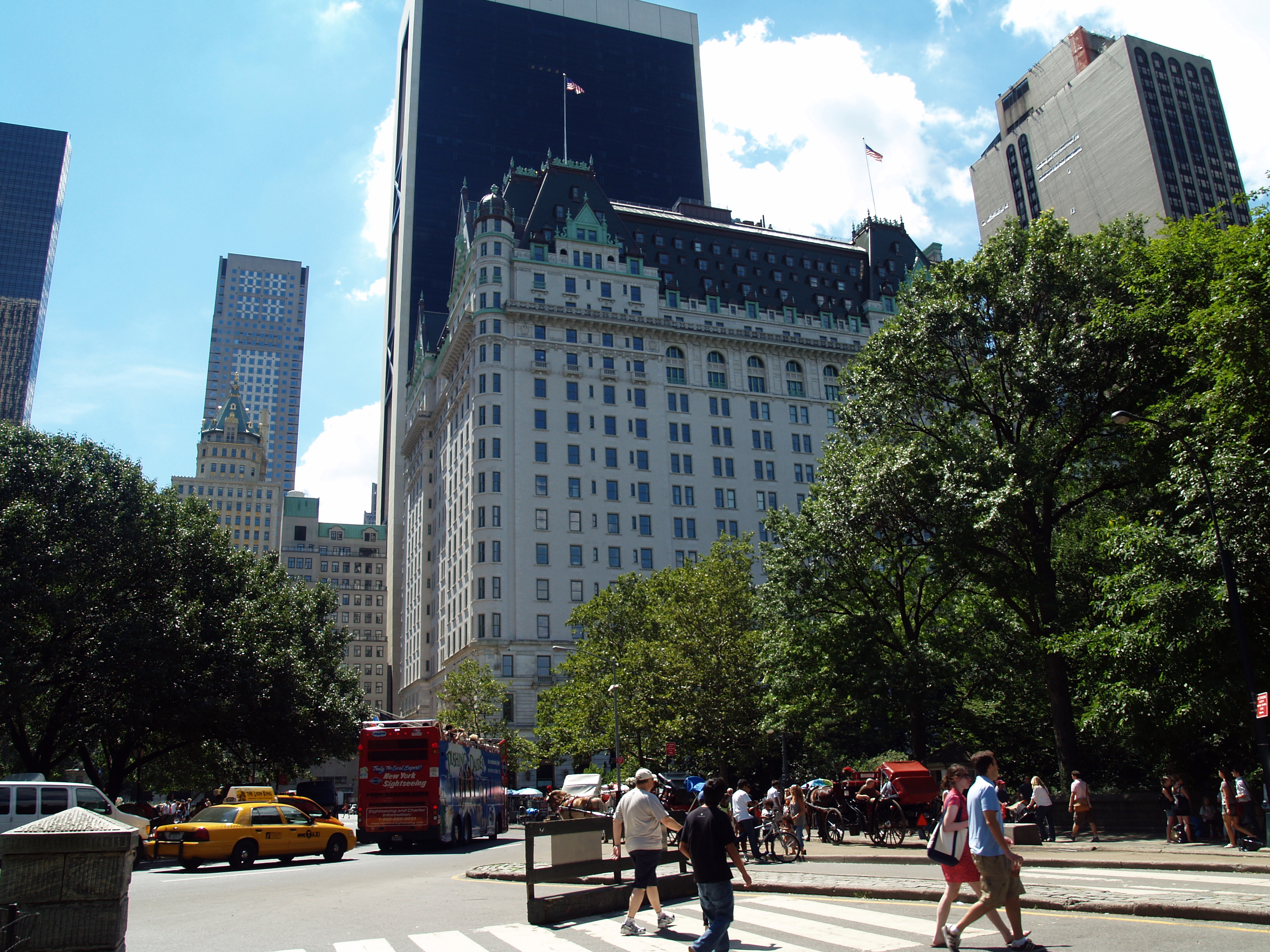
Hotel Plaza współcześnie
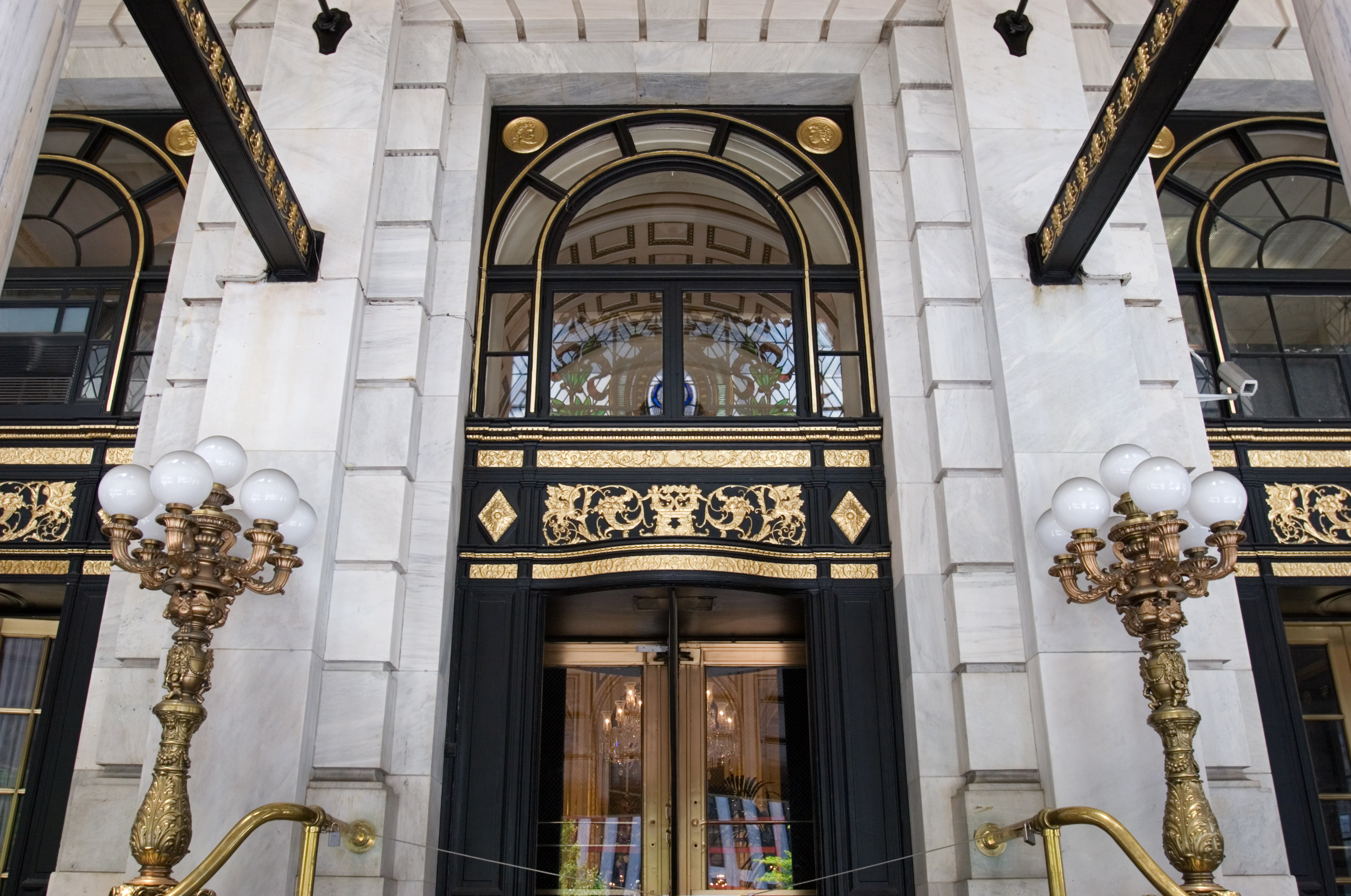
Główne wejście do hotelu
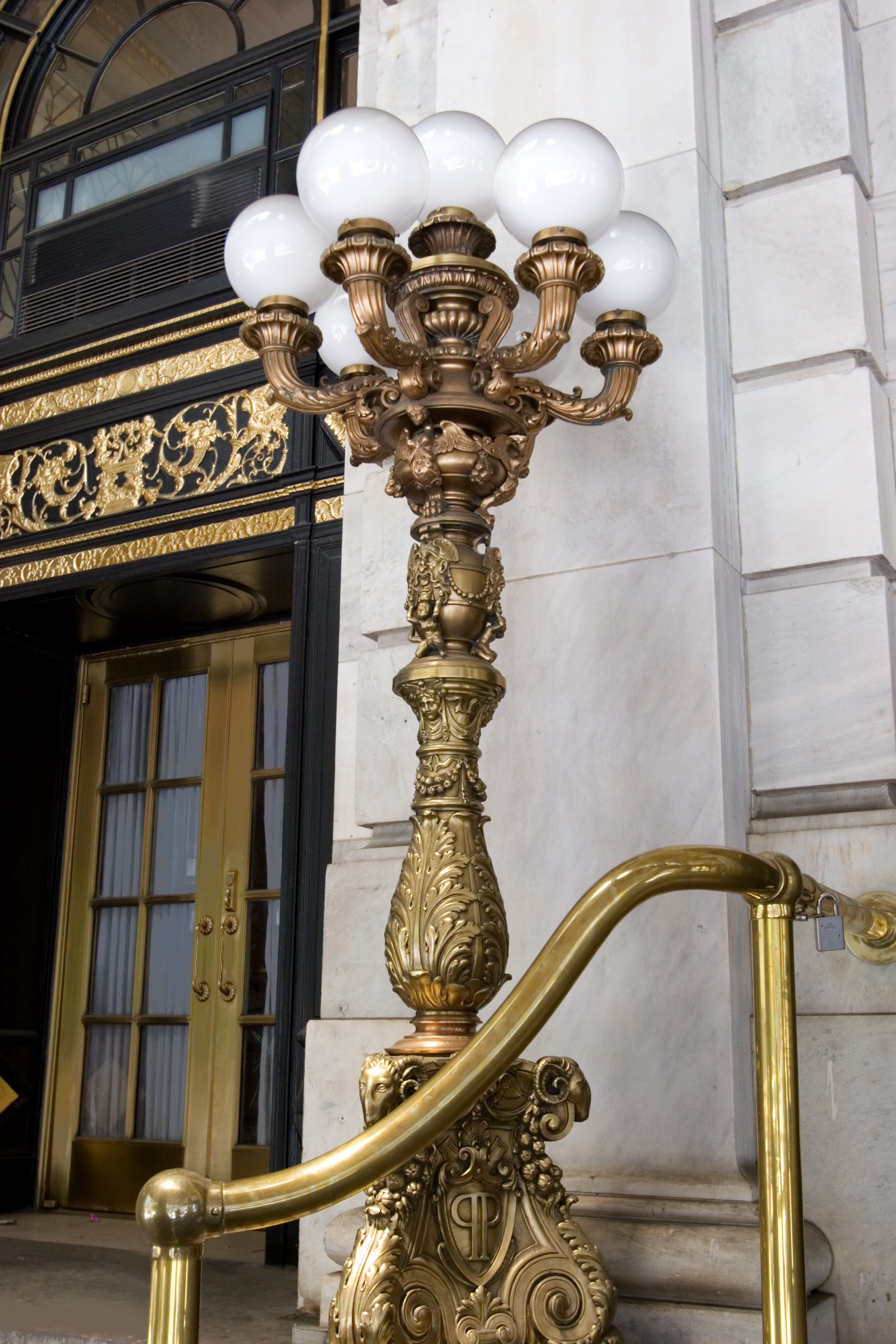
Ozdobny kandelabr przy wejściu

## Hotel Plaza w kulturze

### Filmy
- Północ, północny zachód (1959)[20]
- Boso w parku (1967)
- Zabawna dziewczyna (1968)
- Apartament w Hotelu Plaza (1971)
- Tacy byliśmy (1973)
- Miłość od pierwszego ukąszenia (1979)
- Artur (1980)
- Śmiechu warte (1981)
- Krokodyl Dundee (1986)
- Bliźnięta nie do pary (1988)
- Krokodyl Dundee II (1988)
- Król Nowego Jorku (1990)
- Zapach kobiety (1992)
- Kevin sam w Nowym Jorku (1992)
- Bezsenność w Seattle (1993)
- Dwa miliony dolarów napiwku (1994)
- Partner (1996)
- U progu sławy (2000)
- Pamiętnik Księżniczki (2001)
- Koniec z Hollywood (2002)
- Ślubne wojny (2009)

### Seriale
- Family Guy
- Przyjaciele
- Kroniki Seinfelda
- Nie ma to jak hotel
- Siostrzyczki
- Rodzina Soprano
- Brzydula Betty
- W garniturach